# Umbra et Imago
Umbra et Imago (lt.: „Schatten und Bild“) ist eine Band aus Karlsruhe, die von Frontmann Mozart im Herbst 1991 gegründet wurde. Die Originalbesetzung bestand aus Michael Gillian, Nail, Torsten B. und Mozart. Bis auf Mozart verließen die ursprünglichen Mitglieder die Gruppe.

## Geschichte
Umbra et Imago ging 1991 aus der Band The Electric Avantgarde zunächst als Seitenprojekt hervor. Noch im darauf folgenden Jahr bestanden beide Bands parallel. Für The Electric Avantgarde gab es Pläne eines Stilwechsels in Richtung Death Metal, die jedoch kurze Zeit später verworfen wurden. Die Gruppe wurde aufgelöst und Jahre später unter dem Namen „Dracul“ wiederbelebt, sodass Umbra et Imago zum Hauptprojekt Mozarts wurde. 1992 absolvierte die Band die ersten Live-Auftritte. In der damals noch elektronisch orientierten Band gab es immer wieder Auftritte von Gastmusikern, wie Peter Heppner von Wolfsheim. Die Gruppe präsentierte sich durchgehend exzentrisch und wurde für ihre Elemente des BDSM aufgreifenden Shows bekannt. Auch im Jahr 1992 erschien das Debütalbum Träume, Sex und Tod, ein Jahr später Infantile Spiele.
Die Stücke der ersten beiden Alben erreichten meist eine Länge von mehr als zehn Minuten. Umbra et Imago fertigten um eine bessere Kompatibilität für Szenediskotheken zu erreichen einen Remix des Songs Erotica an, welchen sie bezugnehmend auf den DJ Michael Zöller, der Bochumer Diskothek Zwischenfall, ZöllerMussEsSpielen Mix nannten.
1995 verließen Michael Gillian und Torsten B. die Band, kurz darauf auch Nail und wurden durch Lutz Demmler und Alex Perin ersetzt. Mit dem Wechsel vollzog sich auch ein Stilbruch. Die Musik der Band wurde deutlich gitarrenorientierter und auf dem Album Gedanken eines Vampirs um Hard-Rock-Elemente erweitert. Mit dem Album Mystica Sexualis gipfelte dieser Wandel 1996 in der Hinwendung zu Metalelementen. Mit der 1997er Maxi Kein Gott und keine Liebe traten verstärkt Elemente der Neuen Deutschen Härte in Erscheinung und Umbra et Imago wurden mit Bands wie Rammstein verglichen.
2003 verließ der Gitarrist Freddy Stürze die Band. Die Band kündigte im Jahr 2010 auf ihrer offiziellen Homepage an, dass das im gleichen Jahr erschienene Werk Opus Magnus aus Kostengründen das letzte Studioalbum in der Geschichte Umbra et Imagos sein sollte. Obwohl die Band nach eigener Aussage keine Tonträger mehr im Studio aufnehmen wollte, veröffentlichten sie 2011 in Zusammenarbeit mit Lex von Megaherz, das Cover des populären Schlagers aus dem NS-Propagandafilm Die große Liebe, Davon geht die Welt nicht unter als Single. 2015 folgte mit Die Unsterblichen ein weiteres Album. 2011 verließen Lutz Demmler und Michael „Migge“ Schwarz, nach dem Jubiläumskonzert die Band. Das Jubiläumskonzert wurde mit diversen Gastmusikern wie Letzte Instanz-Mitglied Rico Schwibs alias M.Stolz, der ehemals der Band ASP angehörende Gitarrist Matthias „Matze“ Ambre oder auch die Geigerin Ally Storch (Ally the Fiddle) bestritten und im November 2011 als Live-DVD in drei Varianten veröffentlicht.
2011 kehrte Freddy Stürze zurück an die Gitarre, seit 2012 spielte Erwin Schmidt am Bass. Im Oktober 2011 stand Ingo Römling als Ersatz für Lutz Demmler für einen Live-Auftritt in Dresden am Bass von Umbra et Imago.

## Schaffen und Auftreten

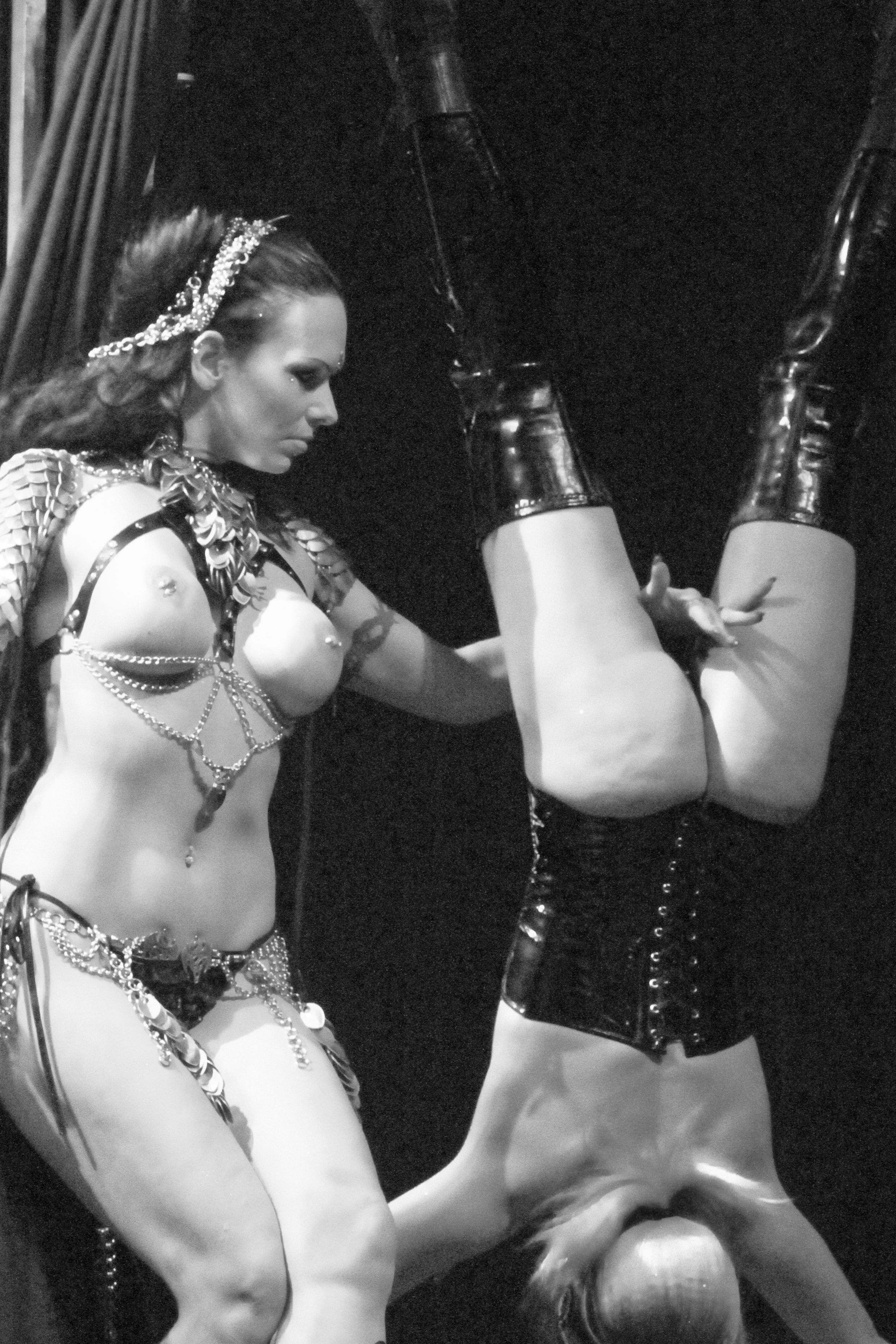
Bühnenprogramm auf dem Wave-Gotik-Treffen 2014

Umbra et Imago wurde als Konzeptband gegründet. Dem Bandkonzept lag zunächst im Besonderen die Aufbereitung sadomasochistischer Phantasien zugrunde. Auch die frühen Bühnenshows der Band waren für sexuelle und sadomasochistische Elemente bekannt. Nach 2011 änderte die Band die Show jedoch zu reduzierteren Darbietungen ohne große Showelemente.

## Diskografie

### Demoaufnahmen
- 1992: Nachtfahrt der Seele (auf 100 Stück limitiertes Demo-Tape)

### Alben
- 1992: Träume, Sex und Tod
- 1993: Infantile Spiele
- 1995: Gedanken eines Vampirs (2004 Re-Release)
- 1996: Mystica sexualis
- 1998: Machina Mundi
- 1999: The hard years
- 2000: Mea culpa
- 2001: Dunkle Energie
- 2004: Memento mori
- 2005: Motus animi
- 2010: Opus magnus
- 2015: Die Unsterblichen
- 2017: Die Unsterblichen - Das zweite Buch

### Singles und EPs
- 1994: Remember Dito
- 1996: Sex statt Krieg
- 1997: Kein Gott und keine Liebe
- 1999: Weinst du? (featuring Tanzwut)
- 2001: Feuer und Licht (featuring Tanzwut)
- 2004: Sweet Gwendoline
- 2007: Gott will es
- 2010: Ohne dich (limitiert auf 333 Stk.)
- 2011: Davon geht die Welt nicht unter (limitiert auf 222 Stück)
- 2012: The Final Last Dream (limitiert auf 99 Stück)
- 2014: Requiem der Nephilim (limitiert auf 111 Stück)
- 2014: Get off (limitiert auf 111 Stück)
- 2014: Radiosong (limitiert auf 111 Stück)

### Kompilationen
- 2001: 2 Originals of Umbra et Imago: The Hard Years & Machina Mundi
- 2003: The Best Of
- 2003: 2 Originals of Umbra et Imago: Mea Culpa & Dunkle Energie
- 2004: Umbra et Imago & Dracul
- 2004: Mystica Sexualis & Sex statt Krieg
- 2004: The Early Years
- 2010: Geist ist geil
- 2013: Mea Culpa & Die Welt brennt
- 2013: Machina Mundi & Weinst Du & Feuer und Licht
- 2013: Dunkle Energie & The Hard Years - Live
- 2013: Mystica Sexualis & Gedanken eines Vampirs

### Livealben
- 2004: Memento mori
- 2005: Motus animi
- 2011: 20

### Dokumentation
- 2022: Umbra et Imago: Dreams,  Sex and Eternity

### Video / DVD
- 1998: The Hard Years (1997 / 1998)
- 2002: Die Welt brennt (SPV)
- 2006: Imago Picta (Indigo)
- 2007: Past Bizarre (1993–1997) (Indigo)
- 2011: 20 (SPV)